# Gabriel Jules Joseph Piroird
Mons. Gabriel Jules Joseph Piroird (5. října 1932, Lyon – 3. dubna 2019) byl francouzský římskokatolický kněz, emeritní biskup Constantine a člen sekulárního institutu Istituto del Prado.

## Život
Narodil se 5. října 1932 v Lyonu. Vstoupil do Istituto del Prado a po teologických studiích byl dne 27. června 1964 vysvěcen na kněze. Byl v kontaktu s několika imigranty z Alžírska. Na konci roku 1968 odešel do Alžírska, kde byl farářem v Bidžáji a pracoval v Ústavu hydrauliky Vilájetu.
Dne 25. března 1983 jej papež Jan Pavel II. jmenoval diecézním biskupem Constantine. Biskupské svěcení přijal 3. června 1983 z rukou biskupa Jeana Baptiste Josepha Scotta a spolusvětiteli byli biskup Sabin-Marie Saint-Gaudens a arcibiskup Henri Antoine Marie Teissier.
Dne 21. listopadu 2008 přijal papež Benedikt XVI. jeho rezignaci na post biskupa z důvodu dosažení kanonického věku 75 let. Jeho nástupcem se stal otec Paul Desfarges.